# Neomyrina nivea
Neomyrina nivea (лат.) — вид бабочек из подсемейства хвостаток семейства голубянок, единственный в роде Neomyrina. Род был описан Уильямом Дистантом в 1884 году. Neomyrina nivea обитает в Индомалайской зоне. Гусеница этой бабочки питается листьями растения Neobalanocarpus heimii. Выделения гусениц привлекают муравьев рода Tapinoma.

## Подвиды
Выделяют 3 подвида:
- Neomyrina nivea nivea Belitung
- Neomyrina nivea hiemalis (Godman & Salvin, 1878) Таиланд, Малайзия.
- Neomyrina nivea periculosa Fruhstorfer, 1913 южная Мьянма, Таиланд, полуостров Малакка, Ланкави и Суматра